# タン・モール
タン・モール（Than Mór、1828年6月19日 - 1899年3月11日）はハンガリーの画家である。ハンガリーの歴史に関する歴史画や肖像画を描いた。

## 略歴
現在のセルビアのベチェイ(Bečej)で王室の役人の息子に生まれた。弟に化学者のタン・カーロイ(Than Károly)がいる。ペシュトで法律などを学び、バラバーシュ・ミクローシュ(1810-1898)に美術を学んだが、1848年のハンガリー革命によってペシュトで学ぶことはできなくなった。画家に転じて、ウィーンに移り、ウィーン美術アカデミーに入学し、カール・ラールの画塾で学んだ。 1855年からパリに滞在し、その後、イタリアに3年間滞在して修行した。
1860年代にはペシュトのヴィガドーホールの壁画も描いた。1890年からハンガリー国立博物館のギャラリの学芸員も務めた。

## 作品

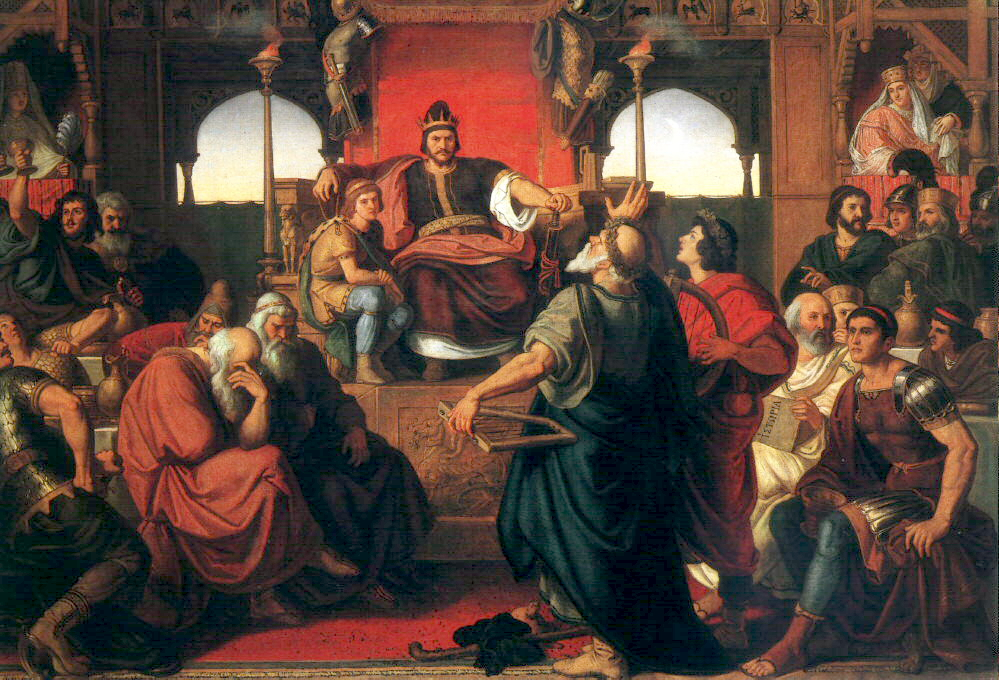
「アッティラ王の饗宴」 (1870)
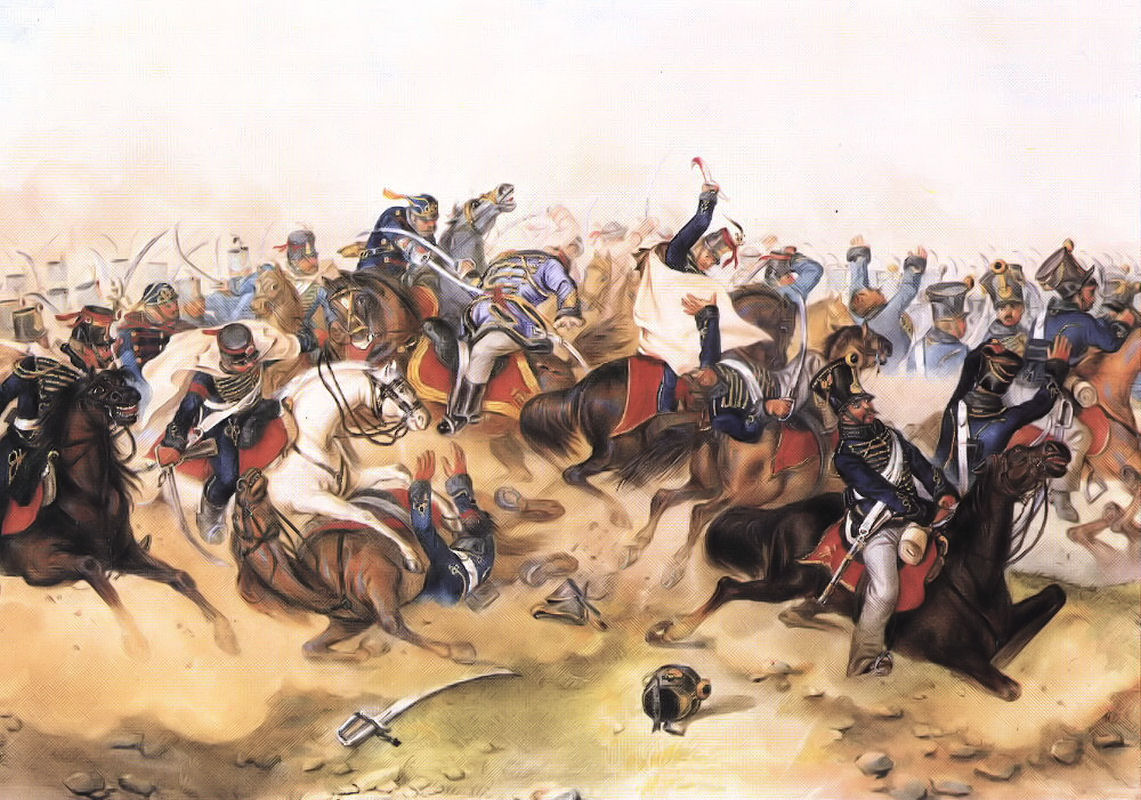
Battle at Tápióbicske
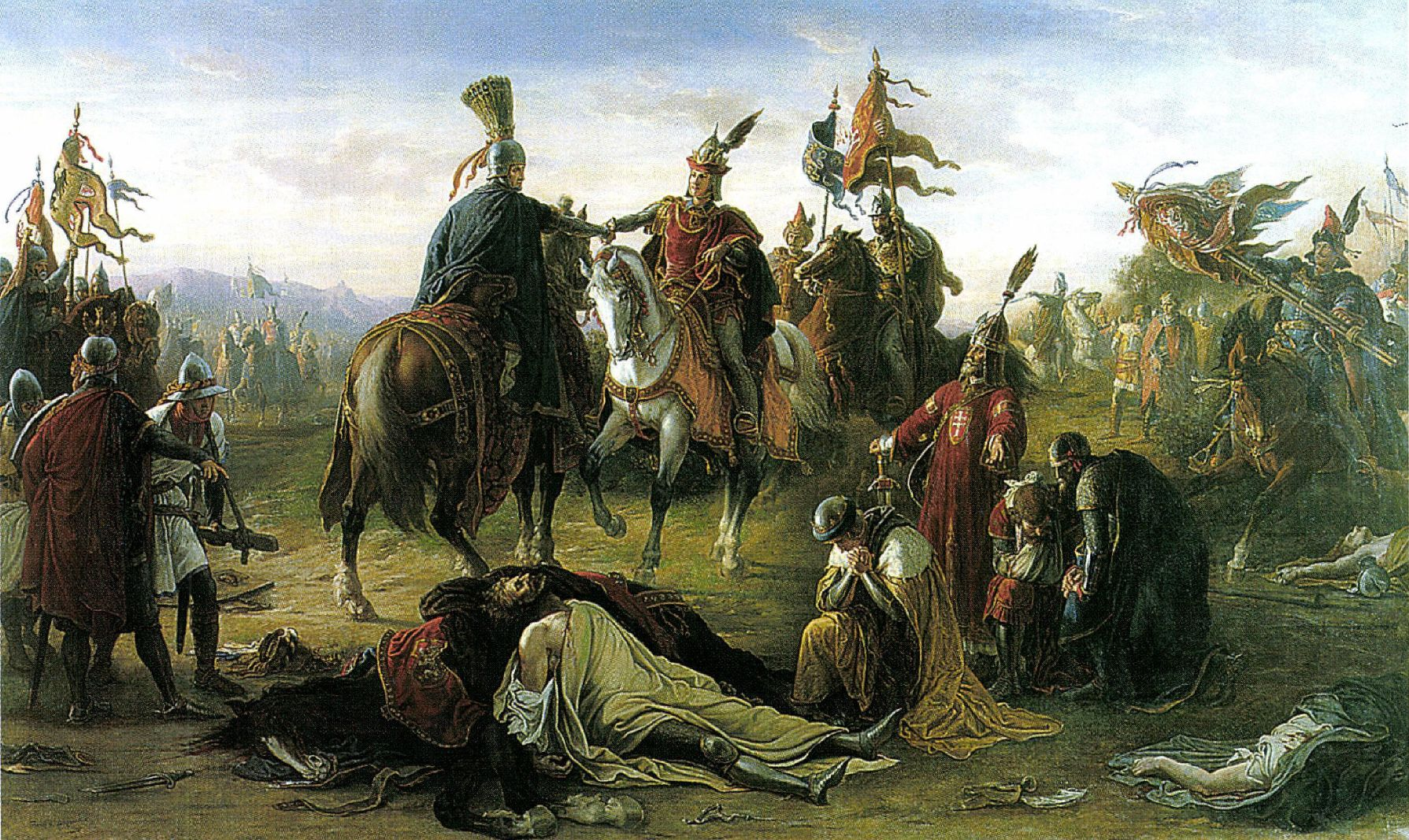
「ラースロー4世とカルロ1世の出会い」(1873)

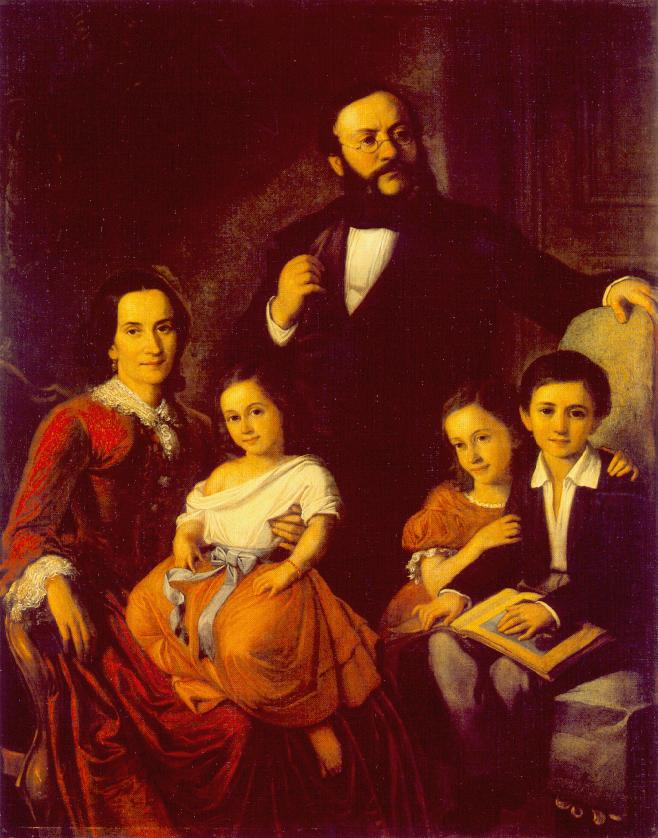
「家族」 (1855)
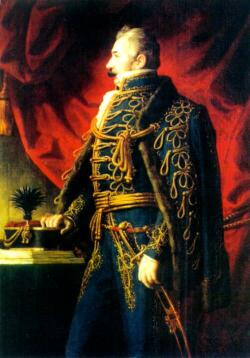
Dénes Pázmándy-政治家
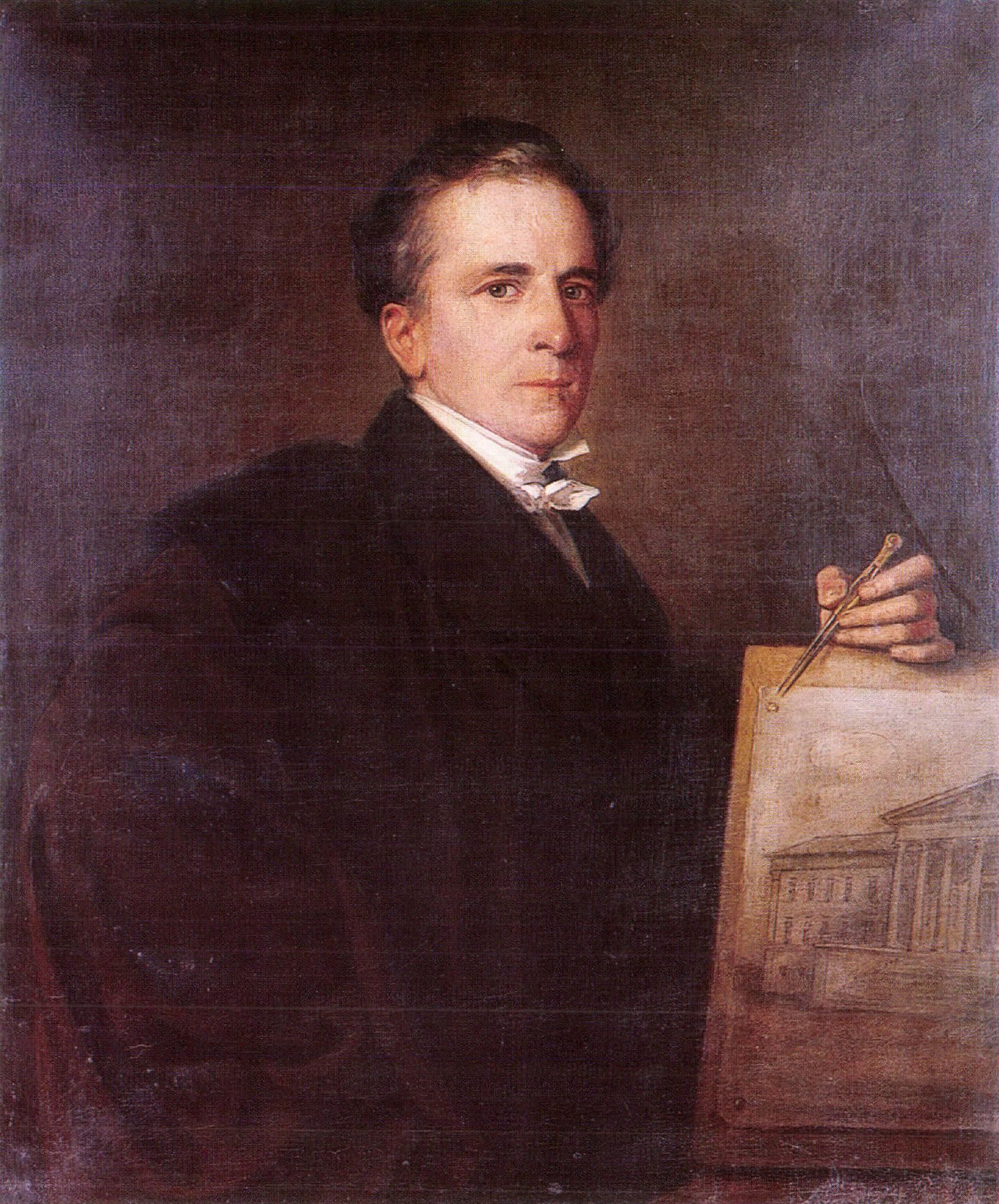
ポラック・ミハーリ- 建築家
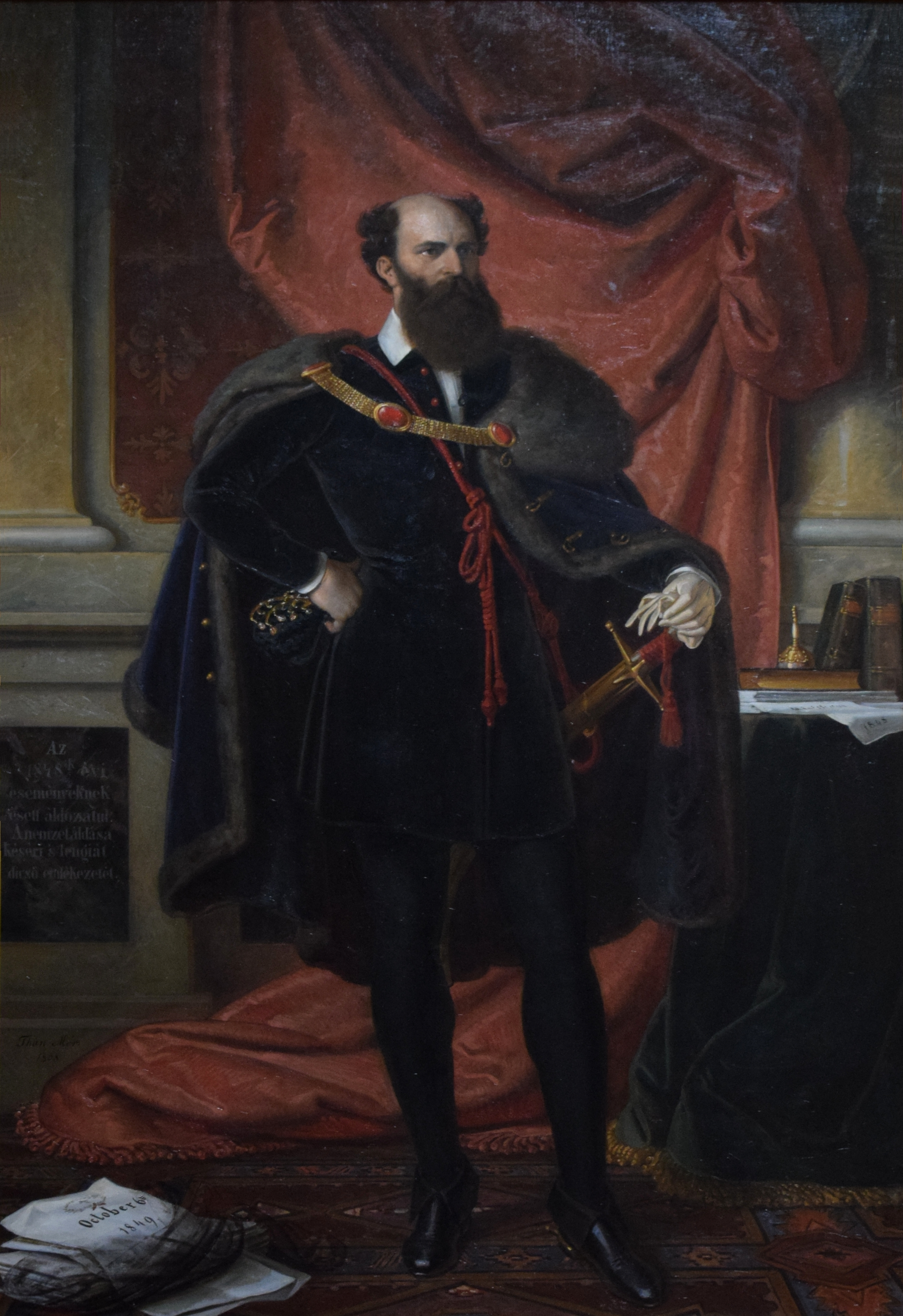
バッチャーニ・ラヨシュ(Lajos Batthyány)-ハンガリー首相